# Brian Gionta
Temple de la renommée américain : 2019
Brian Joseph Gionta (né le 18 janvier 1979 à Rochester dans l'État de New York aux États-Unis) est un joueur professionnel américain de hockey sur glace.

## Biographie

### Carrière professionnelle
Gionta fut sélectionné en tant que 82e choix du repêchage d'entrée dans la LNH 1998 par les Devils du New Jersey. Il est diplômé du Boston College avec lequel il a joué quatre saisons dont deux avant d'être repêché.
À sa première saison au sein des Devils, Gionta joue une quarantaine de matchs pour les River Rats d'Albany, l'équipe réserve de la franchise, mais devient très vite un élément important de l'équipe et participe aux séries éliminatoires (élimination au premier tour).
Au cours de la saison 2002-2003 de la LNH, il remporte avec son équipe la Coupe Stanley. Au cours du lock-out 2004-2005, il joue pour l'équipe réserve des Devils avec qui il avait déjà joué. Le 28 mars 2006, il devient le premier joueur de l'histoire de la franchise à marquer plus de 40 buts depuis 2000-2001. Au dernier match de la saison, il bat le record de Pat Verbeek pour le nombre de buts marqués en une saison (48). Il est également le meilleur buteur en une saison de l'histoire des Devils en supériorité numérique avec 24 buts.
Le 1er juillet 2009, il signe un contrat de 5 ans avec les Canadiens de Montréal qui lui rapportera 25 millions $ au total, soit 5 millions de dollars par saison où il retrouve Scott Gomez avec qui il a évolué du temps des Devils et qu'il connaît depuis l'âge de 15 ans.
Le 29 septembre 2010, Gionta devient le vingt-huitième capitaine des Canadiens de Montréal et succède à Saku Koivu qui avait assumé ce rôle de 1999 à 2009.
Trois ans, deux mois et cinq jours après que Mike Cammalleri eut compté le 20000e but (28 décembre 2009) de l'histoire des Canadiens de Montréal fondés en 1909, Brian Gionta marque le 20000e but de l'histoire des Canadiens de Montréal répertorié par la Ligue nationale de hockey fondée 8 ans plus tard (1917).
Le 1er juillet 2014, il signe un contrat de 3 ans d'une valeur de 12,75 millions de dollars avec les Sabres de Buffalo. Le 7 octobre 2014, à sa première saison avec l'équipe, il est nommé capitaine des Sabres de Buffalo.
Le 25 février 2018, il a signé un contrat à un volet avec les Bruins de Boston pour la présente saison d'une valeur de 700 000 $.

### Carrière internationale
Gionta a été sélectionné pour faire partie de l'équipe des États-Unis de hockey sur glace présente aux Jeux olympiques d'hiver de 2006 à Turin (Italie) et qui a terminé le tournoi à la 8e place. Il marque 4 buts en 6 matchs et prend 2 minutes de pénalités
Auparavant, il avait déjà fait partie de l'équipe pour le championnat du monde de hockey de 2000 (5e), 2001 (4e) et 2005 (6e).

## Trophées et honneurs
- 1997-1998 : sélectionné dans l'équipe des recrues de l'année de l'organisation de hockey de la Nouvelle-Angleterre de la NCAA, dans la deuxième équipe de l'est des étoiles de la saison de la NCAA, meilleure recrue de l'année et sélectionné dans la seconde équipe de l'est Américaine de la NCAA.
- 1998-1999 : sélectionné dans la première équipe de l'est des étoiles de la saison de la NCAA et dans la première équipe de l'est Américaine de l'est de la NCAA.
- 1999-2000 : sélectionné dans la première équipe de l'est des étoiles de la saison de la NCAA et dans la première équipe de l'est Américaine de l'est de la NCAA.
- 2000-2001 : sélectionné dans la première équipe de l'est des étoiles de la saison de la NCAA, dans la première équipe de l'est Américaine de l'est de la NCAA, trophée du meilleur joueur de nationalité Américaine de Nouvelle-Angleterre de la NCAA et joueur de l'année de l'organisation de hockey de la Nouvelle-Angleterre de la NCAA.
- 2002-2003 : Coupe Stanley avec les Devils du New Jersey
- 2013-2014 : récipiendaire du Trophée Jacques-Beauchamp, remis au joueur ayant joué un rôle déterminant dans les succès de l’équipe sans en retirer d’honneur particulier.

## Vie personnelle
Il a un frère, Stephen Gionta, qui a également joué dans la LNH. Il est marié à Harvest avec laquelle ils ont trois enfants : Adam, Leah et James.

## Statistiques

### En club
| Saison     | Équipe                   | Ligue      |       | Saison régulière | Saison régulière | Saison régulière | Saison régulière | Saison régulière |    | Séries éliminatoires | Séries éliminatoires | Séries éliminatoires | Séries éliminatoires | Séries éliminatoires |
| Saison     | Équipe                   | Ligue      | PJ    | B                | A                | Pts              | Pun              | PJ               | B  | A                    | Pts                  | Pun                  |                      |                      |
| 1997-1998  | Eagles de Boston College | NCAA       | 40    | 30               | 32               | 62               | 44               | -                | -  | -                    | -                    | -                    |                      |                      |
| 1998-1999  | Eagles de Boston College | NCAA       | 39    | 27               | 33               | 60               | 46               | -                | -  | -                    | -                    | -                    |                      |                      |
| 1999-2000  | Eagles de Boston College | NCAA       | 42    | 33               | 23               | 56               | 66               | -                | -  | -                    | -                    | -                    |                      |                      |
| 2000-2001  | Eagles de Boston College | NCAA       | 43    | 33               | 21               | 54               | 47               | -                | -  | -                    | -                    | -                    |                      |                      |
| 2001-2002  | River Rats d'Albany      | LAH        | 37    | 9                | 16               | 25               | 18               | -                | -  | -                    | -                    | -                    |                      |                      |
| 2001-2002  | Devils du New Jersey     | LNH        | 33    | 4                | 7                | 11               | 8                | 6                | 2  | 2                    | 4                    | 0                    |                      |                      |
| 2002-2003  | Devils du New Jersey     | LNH        | 58    | 12               | 13               | 25               | 23               | 24               | 1  | 8                    | 9                    | 6                    |                      |                      |
| 2003-2004  | Devils du New Jersey     | LNH        | 75    | 21               | 8                | 29               | 36               | 5                | 2  | 3                    | 5                    | 0                    |                      |                      |
| 2004-2005  | River Rats d'Albany      | LAH        | 15    | 5                | 7                | 12               | 10               | -                | -  | -                    | -                    | -                    |                      |                      |
| 2005-2006  | Devils du New Jersey     | LNH        | 82    | 48               | 41               | 89               | 46               | 9                | 3  | 4                    | 7                    | 2                    |                      |                      |
| 2006-2007  | Devils du New Jersey     | LNH        | 62    | 25               | 20               | 45               | 36               | 11               | 8  | 1                    | 9                    | 4                    |                      |                      |
| 2007-2008  | Devils du New Jersey     | LNH        | 82    | 22               | 31               | 53               | 46               | 5                | 1  | 0                    | 1                    | 2                    |                      |                      |
| 2008-2009  | Devils du New Jersey     | LNH        | 81    | 20               | 40               | 60               | 32               | 7                | 2  | 3                    | 5                    | 4                    |                      |                      |
| 2009-2010  | Canadiens de Montréal    | LNH        | 61    | 28               | 18               | 46               | 26               | 19               | 9  | 6                    | 15                   | 14                   |                      |                      |
| 2010-2011  | Canadiens de Montréal    | LNH        | 82    | 29               | 17               | 46               | 24               | 7                | 3  | 2                    | 5                    | 0                    |                      |                      |
| 2011-2012  | Canadiens de Montréal    | LNH        | 31    | 8                | 7                | 15               | 16               | -                | -  | -                    | -                    | -                    |                      |                      |
| 2012-2013  | Canadiens de Montréal    | LNH        | 48    | 14               | 12               | 26               | 8                | 2                | 0  | 1                    | 1                    | 0                    |                      |                      |
| 2013-2014  | Canadiens de Montréal    | LNH        | 81    | 18               | 22               | 40               | 22               | 17               | 1  | 6                    | 7                    | 2                    |                      |                      |
| 2014-2015  | Sabres de Buffalo        | LNH        | 69    | 13               | 22               | 35               | 18               | -                | -  | -                    | -                    | -                    |                      |                      |
| 2015-2016  | Sabres de Buffalo        | LNH        | 79    | 12               | 21               | 33               | 12               | -                | -  | -                    | -                    | -                    |                      |                      |
| 2016-2017  | Sabres de Buffalo        | LNH        | 82    | 15               | 20               | 35               | 22               | -                | -  | -                    | -                    | -                    |                      |                      |
| 2017-2018  | Americans de Rochester   | LAH        | 1     | 1                | 0                | 1                | 0                | -                | -  | -                    | -                    | -                    |                      |                      |
| 2017-2018  | Bruins de Boston         | LNH        | 20    | 2                | 5                | 7                | 2                | 1                | 0  | 0                    | 0                    | 0                    |                      |                      |
| Totaux LNH | Totaux LNH               | Totaux LNH | 1 026 | 291              | 304              | 595              | 377              | 113              | 32 | 36                   | 68                   | 34                   |                      |                      |

### En équipe nationale
| Année | Équipe         | Compétition                 |   | PJ | B | A  | Pts | Pun      |  | Résultat |
| 1998  | États-Unis U20 | Championnat du monde junior | 7 | 5  | 3 | 8  | 4   | 5e place |  |          |
| 1999  | États-Unis U20 | Championnat du monde junior | 6 | 6  | 5 | 11 | 6   | 8e place |  |          |
| 2000  | États-Unis     | Championnat du monde        | 7 | 2  | 1 | 3  | 2   | 5e place |  |          |
| 2001  | États-Unis     | Championnat du monde        | 9 | 2  | 0 | 2  | 6   | 4e place |  |          |
| 2005  | États-Unis     | Championnat du monde        | 7 | 2  | 1 | 3  | 6   | 6e place |  |          |
| 2006  | États-Unis     | Jeux olympiques             | 6 | 4  | 0 | 4  | 2   | 8e place |  |          |
| 2018  | États-Unis     | Jeux olympiques             | 5 | 0  | 0 | 0  | 4   | 7e place |  |          |